# Бим, Инесса Львовна
Инесса Львовна Бим (13 апреля 1926 — 5 ноября 2011) — педагог, доктор педагогических наук, профессор, академик РАО, учёная в области теории и методики обучения иностранным языкам.

## Биография
Родилась в семье служащего. В 1930 её родители были командированы в Австрию, а затем в Германию, где работали сотрудниками при советском посольстве. В 1933 поступила в школу при советском посольстве в Берлине. Вернувшись с родителями на родину, продолжала учёбу в средней школе в Москве. В начале Великой Отечественной войны была эвакуирована в Воронеж, а затем на станцию Жердевка. Закончив в 1944 среднюю школу, вернулась в Москву и осенью того же года была принята на второй курс факультета немецкого языка МГПИ имени В. П. Потёмкина. В 1947, окончив институт с отличием, осталась работать на факультете в качестве преподавателя. После рождения сына в 1952, поступила на работу сначала в общеобразовательную школу № 660, а затем в школу № 3 с преподаванием ряда предметов на немецком языке, где работала учителем немецкого языка и была классным руководителем. В 1958 ею было написано первое пособие для средней школы. В 1961 поступила в аспирантуру НИИ общего и политехнического образования АПН РСФСР, которую окончила через три года, защитив кандидатскую диссертацию на тему «Моделирование устной речи на основе речевых образцов во 2 классе школ с преподаванием ряда предметов на немецком языке». В январе 1965 была приглашена на работу в МГПИ имени В. И. Ленина, где в дальнейшем проработала 20 лет: сначала в должности доцента, а затем заведующей кафедрой лексики и фонетики немецкого языка. В 1976 защитила докторскую диссертацию «Система обучения иностранному языку в средней школе и учебник как модель её реализации». Стала первым исследователем, применившим системный поход в своей предметной области, ею были разработаны методологические основы методики обучения иностранным языкам как науки, уточнена объектно-предметная область и понятийный аппарат этой науки, описаны основные методические категории, заложены основы теории учебника иностранного языка. В 1984 приглашена в лабораторию обучения иностранным языкам НИИ содержания и методов обучения АПН СССР на должность старшего научного сотрудника. С 1985 по 1990 она была заведующей этой лабораторией, а затем до самого последнего дня своей жизни работала в ней в должности главного научного сотрудника. Ею в 1990-е была создана концепция базового курса обучения немецкому языку, реализованная в серии учебников и учебных пособий для учащихся общеобразовательных учебных учреждений, а также концепция обучения второму иностранному языку на базе первого, открывшая новое направление в современной методике обучения иностранным языкам, связанное с идеями многоязычия и поликультурности. В 2004 избрана действительным членом Российской академии образования, на протяжении многих лет являлась председателем Проблемного совета по вопросам обучения иностранным языкам в средней школе при бюро отделения Президиума РАО. Под научным руководством И. Л. Бим подготовлено 5 докторов наук и 22 кандидата наук.

## Публикации
Опубликовала почти 400 работ, среди которых 3 монографии, несколько федеральных комплектов школьных учебников, огромное количество научных статей, опубликованных в отечественных изданиях и за рубежом, многие из которых отмечены почётными наградами и премиями.